# Oberbruch
Oberbruch ist ein Stadtteil der Kreisstadt Heinsberg im Kreis Heinsberg und liegt südöstlich des Kernortes.

## Geographie
Benachbarte Orte von Oberbruch sind Dremmen im Süden, Heinsberg im Westen, Unterbruch im Nordwesten und Ratheim im Osten.

## Geschichte
Ein Broiker buysch wird erstmals 1382 urkundlich erwähnt, dabei ist aber unklar, ob es sich hier bereits um eine Siedlung handelte. Ein Gehöft (hoff in dem Broik), das zum Heinsberger Lehen gehörte, wird 1449 erstmals erwähnt. Oberbruch gehörte bis ins 19. Jahrhundert zum Gericht Dremmen; die katholische Gemeinde gehörte sogar bis 1910 zum Pfarre Dremmen und wurde dann Rektorat.
1852 war Oberbruch ein Weiler mit 22 Gebäuden und 115 Einwohnern. Es gehörte zu einem Gemeindeverband „Oberbruch“, der auch die Dörfer Eschweiler, Grebben und Hülhoven, die Weiler Hagen und Niethausen sowie verschiedene Gehöftgruppen (z. B. Bleckden oder Kranzes) und Einzelgebäude umfasste (z. B. Kivit oder Oberbruchermühle). Das heutige Oberbruch ist aus den meisten dieser Siedlungskerne zusammengewachsen.
Am 1. Januar 1969 wurde der Ort nach Oberbruch-Dremmen eingemeindet. Seit dem 1. Januar 1972 gehört Oberbruch zu Heinsberg.

### Ortsname
Der Ortsname ist aus der Flurbezeichnung Bruch entstanden. Das im 16. Jahrhundert hinzugekommene Beiwort „Ober-“ (Over-) unterscheidet den Ort vom benachbarten Unterbruch.

### Ortsspitzname
Der tief gelegene Ort wurde regelmäßig – in manchen Jahren sogar mehrfach – von Überschwemmungen der Wurm heimgesucht. Von den Einwohnern der Nachbarorte bekamen die Oberbrucher daher den Spitznamen „Waterratte“ (mundartlich für Wasserratten).

## Kultur und Sehenswürdigkeiten

### Denkmäler
- Skulptur Der Glaswalzenträger von Arno Breker
- Sternhaus, modernes Wohn- und Geschäftshaus in Sternform, von Oscar Niemeyer

Siehe auch Liste der Baudenkmäler in Heinsberg (Lage „Oberbruch“)

## Wirtschaft und Infrastruktur

### Unternehmen
- Das 1891 gegründete Werk der (späteren) Vereinigte Glanzstoff-Fabriken AG in Oberbruch war die Geburtsstätte der Kunstseiden- und Chemiefaserindustrie. Heute befindet sich dort der BizzPark Oberbruch, in dem sich auch das Dokumentationszentrum Glanzstoff befindet.[4]

### Bildung
Seit dem Schuljahr 2014/2015 gibt es im Stadtteil Oberbruch eine Gesamtschule.

### Verkehr

#### Schienenverkehr

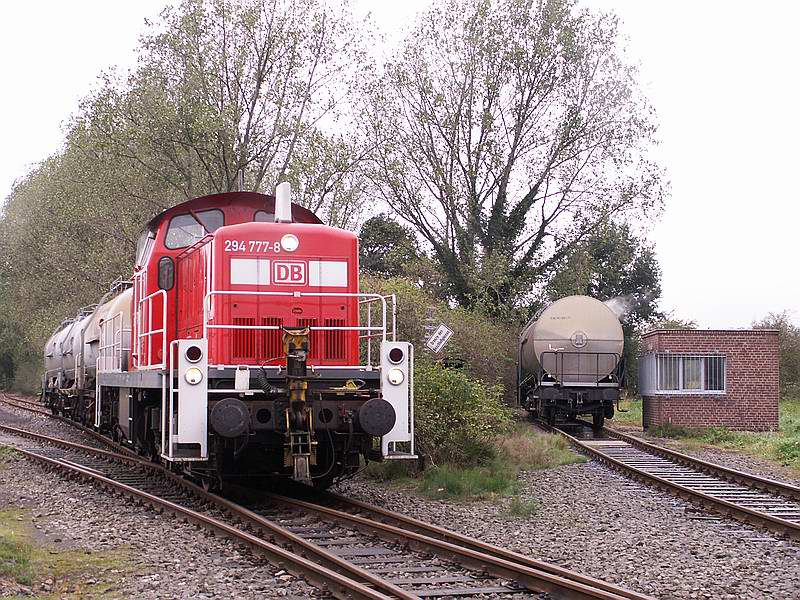
DB-Baureihe V 90 in der Güterübergabestelle Oberbruch

Die Station Heinsberg-Oberbruch liegt an der Bahnstrecke Lindern–Heinsberg (Rheinl). Dort wurde Güterverkehr des BizzParks Oberbruch abgewickelt. Heute findet auf der Strecke kein Güterverkehr mehr statt.
Seit Dezember 2013 wird Oberbruch wieder von der Regionalbahnlinie 33 im Personenverkehr angefahren.
| Linie | Zuglauf | Taktfrequenz |
| ----- | --- | ------------ |
| RB 33 | Rhein-Niers-Bahn: Heinsberg (Rheinl) – Heinsberg Kreishaus – Heinsberg-Oberbruch – Heinsberg-Dremmen – Heinsberg-Porselen – Heinsberg-Horst – Heinsberg-Randerath – Lindern – Geilenkirchen – Übach-Palenberg – Herzogenrath – Kohlscheid – Aachen West – Aachen Schanz – Aachen Hbf Stand: Fahrplanwechsel Juni 2022 | 60 min       |

#### Busverkehr
Die AVV-Buslinien 401, 402, 475, 492 und 493 der WestVerkehr verbinden Oberbruch mit Heinsberg, Hückelhoven, Erkelenz und Lindern. Abends und am Wochenende kann außerdem der MultiBus angefordert werden.
| Linie | Verlauf |
| ----- | --- |
| 401   | Erkelenz Bf – Erkelenz ZOB – Scheidt – Granterath – Hetzerath – Doveren – Hückelhoven – Schaufenberg – Ratheim – (Dremmen Bf –) Oberbruch – Grebben – Heinsberg Kreishaus – Heinsberg Busbf                                                                                                 |
| 402   | (Erkelenz ZOB → Erkelenz Süd →) / (Erkelenz Bf ← Erkelenz Süd ←) Granterath – Baal Kirche – Baal Bf – Doveren – Hückelhoven – Millich – Ratheim – Dremmen Bf – Oberbruch – Grebben – (Heinsberg Kreishaus –) Heinsberg Busbf                                                                |
| 475   | (Oberbruch – Unterbruch) / Heinsberg Agentur für Arbeit – Heinsberg Busbf – Lieck –Kirchhoven – Vinn – Haaren – Obspringen – Brüggelchen – Waldfeucht – Bocket – Abzw. Nachbarheid – Breberen – Saeffelen – Heilder – Höngen – (Stein – Havert – Schalbruch – Isenbruch – Millen –) Tüddern |
| 492   | (Oberbruch –) Dremmen Bf – Uetterath – Randerath Bf – Himmerich – Hilfarth |
| 493   | Heinsberg Busbf – (Heinsberg Kreishaus –) Schafhausen – Eschweiler – Grebben – Oberbruch – Hülhoven – Dremmen – (Dremmen Bf –) Porselen – Horst – Randerath – (Lindern Linnicher Str. ←) Lindern Bf – Linnich-SIG Combibloc                                                                 |

#### Radwege

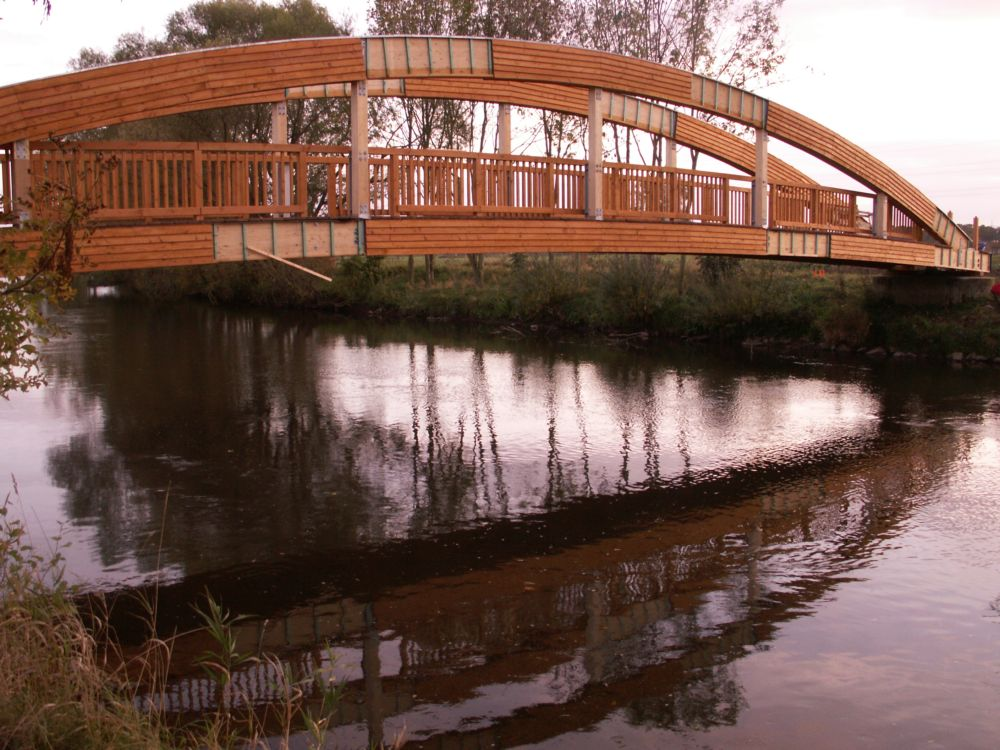
neue Rurbrücke

Es gibt mehrere gut ausgebaute Radwegverbindungen in die Nachbarorte. Verbessert wurde die Situation durch die neue Rurbrücke zwischen Oberbruch und Ratheim; sie ersetzt eine alte Rurbrücke, welche baufällig war und 2005 zusammenbrach.
Traditionell besteht ein starkes Verkehrsbedürfnis erholungssuchender Oberbrucher im Fuß- und Radverkehr zwischen Oberbruch und dem benachbarten Ratheimer Adolfosee.

## Persönlichkeiten
- Manfred Jansen (1927–2002), deutscher Fußballspieler
- Franz Wilhelm Peren (* 1959), deutscher Wirtschaftswissenschaftler